# Soviete da Marinha Grande
Em 1934, a estabilidade do Estado Novo Português, e a sua Constituição de 1933, que nos moldes fascistas estabelece os sindicatos verticais, foi contestada de uma forma dramática na Marinha Grande.
Preparado inicialmente como uma greve, as ações previstas para o dia 18 de janeiro nos centros fabris de Silves, Barreiro e Marinha Grande foram acções descoordenadas e mal preparadas, tendo condenado ao fracasso a contestação que os anarco-sindicalistas, até à altura a principal força junto do operariado português, queriam transformar num grande braço de ferro com o Estado Novo e abrir caminho para a ascensão do PCP como principal força de contestação junto da população trabalhadora.
Contudo, na Marinha Grande, este dia viria ter características únicas. À semelhança do que sucedeu em outros lugares, a contestação seguiu o padrão habitual - com a paragem das fábricas, manifestações de rua, cortes de comunicações -, mas rapidamente evoluiu para algo maior: a instituição de um soviete, numa clara afirmação de oposição e de tentativa de derrube do regime.
Operários, sobretudo da indústria vidreira, elegeram um conselho operário, que toma o poder e governa a Marinha Grande durante algumas horas. Entre as primeiras acções do soviete, contam-se a prisão do destacamento da GNR e a tomada da estação dos correios.
Todas estas ações são realizadas com grande serenidade e sem derramamento de sangue. Os revoltosos, sem um plano de ação prévio, acabam por levar a família do comandante do posto da GNR para uma pensão e os guardas são entregues à custódia do administrador da fábrica de vidro estatal. Nos correios, o chefe da estação pede para falar com a família e é levado a casa, onde usa o telefone para alertar as autoridades.
Uma vez alertadas, as autoridades militares fazem avançar para a Marinha Grande um contingente para repor a ordem pública, que chega na madrugada seguinte, pondo fim ao soviete.
Ao contrário da ação dos revoltosos, a repressão movida pelo Estado Novo foi implacável, com perseguições ferozes, despedimentos e julgamentos-fantoche que terminaram em pesadas penas, nomeadamente com o envio para o degredo nas colónias, em particular para o campo do Tarrafal.
Dos 152 primeiros presos enviados para o Tarrafal, 37 tinham participado no 18 de janeiro, entre os quais António Guerra, que liderou a ocupação da estação dos correios e que, condenado a 20 anos de degredo, viria a morrer no Tarrafal, em 1948.